# 사의관
사의관(師宜官, ? ~ ?)은 중국 후한 말의 서예가로, 형주(荊州) 남양군(南陽郡) 사람이다.

## 생애
길이가 한 장 이나 되는 커다란 글씨를 쓸 수 있었으며, 사방으로 한 치 밖에 안 되는 공간에 1천 자를 쓸 수도 있었다.
영제(靈帝)는 글을 좋아하였고, 당대에는 수많은 서예가들이 있었다. 영제는 전국의 서예가들을 불렀고, 수백 명의 서예가들이 홍도문(鴻都門)에 모였다. 글들을 본 영제는 사의관의 서체가 가장 뛰어나다고 평하였다.
사의관은 술을 매우 좋아하였다. 어느 날 그는 무일푼으로 술집에 가서 술을 실컷 마시고, 벽에 글자를 써 매물로 내놓았다. 구경꾼들은 하나같이 그의 서체에 감탄하며 돈을 주었고, 술값을 챙긴 사의관은 벽의 글자를 깎아서 지운 후 돌아갔다.
사의관은 자신의 재능에 굉장한 자부심을 가졌으며, 자신의 서체를 도둑맞을 것을 염려하여 글자를 쓴 후 반드시 목판을 깎아내거나 불태웠다. 이를 알고 있던 서예가 양곡(梁鵠)은 어느 날, 목판을 많이 준비하고 사의관에게 술을 먹였다. 그가 취한 것을 알아차린 후, 사의관의 글이 적힌 목판을 훔쳐 왔다. 양곡은 이렇게 하여 사의관의 서체를 확보하였고, 이후 조조(曹操)로부터 "사의관을 뛰어 넘는 실력이다"라는 평을 듣게 되었다.
훗날 사의관은 원술(袁術)의 부장이 되었고, 원술이 거록(鉅鹿)에 경구비(耿球碑)를 세울 때 비문을 적었다.